# Manuel Cortina Martínez
Manuel Cortina Martínez (Tuxpan, 21 de julio de 1983) es un deportista mexicano que compitió en piragüismo en la modalidad de aguas tranquilas. Ganó cuatro medallas en los Juegos Panamericanos, en los años 2003 y 2007.

## Palmarés internacional
| Juegos Panamericanos | Juegos Panamericanos            | Juegos Panamericanos | Juegos Panamericanos |
| Año                  | Lugar                           | Medalla              | Competición          |
| -------------------- | ------------------------------- | -------------------- | -------------------- |
| 2003                 | Santo Domingo (Rep. Dominicana) | Medalla de bronce    | K2 500 m             |
| 2007                 | Río de Janeiro (Brasil)         | Medalla de oro       | K1 500 m             |
| 2007                 | Río de Janeiro (Brasil)         | Medalla de oro       | K2 500 m             |
| 2007                 | Río de Janeiro (Brasil)         | Medalla de oro       | K2 1000 m            |